# Emilie Paravicini-Blumer
Emilie Paravicini-Blumer (Mollis, 14 februari 1808 - aldaar, 3 februari 1885) was een Zwitserse vluchtelingenhelpster en homeopate.

## Biografie
Emilie Paravicini-Blumer was een dochter van Johann Jakob Blumer, een arts, en van Anna Müller. In 1825 huwde ze Bartholome Paravicini, een handelaar. Ze werd aanvankelijk onderwezen door haar moeder en later door een privélerares. In de jaren 1830, ten tijde van de Novemberopstand, zette ze zich in voor als hulpverleenster ten voordele van de Poolse immigranten. Na de zware brand in Glarus (kanton Glarus) zette ze zich in voor de hulpverlening aan de inwoners van deze stad. Ze was ook betrokken bij de oprichting van een meisjesschool in haar geboorteplaats Mollis. Via het kabinet van haar vader kwam ze in aanraking met de geneeskunde, waarna ze zich in de laatste jaren van haar leven zou toeleggen op homeopathie. Hoewel ze erkenning kreeg voor de kwaliteit van haar zorgverlening, werd ze door artsen beschuldigd van kwakzalverij. Uiteindelijk diende in 1874 de Landsgemeinde te oordelen over haar zaak, waarbij tegen de verwachting in werd besloten om aan personen zonder diploma het recht toe te kennen de geneeskunde uit te oefenen.